# Bettina Schmidt
Bettina Schmidt   (Stassfurt, 2 de juny de 1960 - Eisenach, 28 d'abril de 2019) fou una conductora de luge alemanya que va competir sota bandera de la República Democràtica Alemanya, durant les dècades de 1970 i 1980. Schmidt s'inicià en la natació i l'atletisme, per passar al luge a partir de 1974.
El 1984 va prendre part en els Jocs Olímpics d'Hivern de Sarajevo, on guanyà la medalla de plata en la prova individual del programa de luge.
En el seu palmarès també destaquen una medalla d'or i una de plata a la Copa del món de luge i una d'or al Campionat d'Europa.